# 貝多芬鋼琴奏鳴曲
貝多芬在1795年至1822年間創作了32首鋼琴奏鸣曲。即使貝多芬本人並無此意，後世卻將這些奏鳴曲視為足以體現其創作觀的一個整體，持此說的人認為，貝多芬的奏鳴曲書寫了他的人生，以及各時期的心境與經歷等等。其實，不僅是鋼琴奏鳴曲，貝多芬的各種早期創作都深深受到海頓、莫扎特的影響，但其中難能可貴的正是貝多芬鋼琴奏鳴曲在前人的成果上求新、求變，成為西方音樂史上的重要一頁。汉斯·冯·彪罗稱之為鋼琴文獻的「新約」。
在曲式上，這一系列的奏鳴曲作品是一次大型實驗，當中有一部分是四樂章的體裁，而非當代主流的三樂章形式；亦有部份只採用兩樂章形式寫成。以演奏角度論，貝多芬的鋼琴奏鳴曲則是音樂史上第一次專為音樂廳而寫作的作品（而非為貴族的私人沙龍所用）。

## 列表
| 序號   | 作品號       | 調性   | 標題                                                                     | 作曲時間 | 題獻                          |
| ------ | ------------ | ------ | ------------------------------------------------------------------------ | -------- | ----------------------------- |
| 第1號  | Op. 2 No. 1  | F小調  |                                                                          | 1795年   | 约瑟夫·海顿                   |
| 第2號  | Op. 2 No. 2  | A大調  |                                                                          | 1795年   | 约瑟夫·海顿                   |
| 第3號  | Op. 2 No. 3  | C大調  |                                                                          | 1795年   | 约瑟夫·海顿                   |
| 第4號  | Op. 7        | E♭大調 | 《大奏鳴曲》（Grand Sonata）                                             | 1797年   | 凯格勒维茨伯爵夫人巴巴拉      |
| 第5號  | Op. 10 No. 1 | C小調  |                                                                          | 1798年   | 安妮·玛格丽特‧冯‧布朗伯爵夫人 |
| 第6號  | Op. 10 No. 2 | F大調  |                                                                          | 1798年   | 安妮·玛格丽特‧冯‧布朗伯爵夫人 |
| 第7號  | Op. 10 No. 3 | D大調  |                                                                          | 1798年   | 安妮·玛格丽特‧冯‧布朗伯爵夫人 |
| 第8號  | Op. 13       | C小調  | 《悲愴》（Pathétique）                                                   | 1798年   | 卡尔·冯·利赫诺夫斯基亲王      |
| 第9號  | Op. 14 No. 1 | E大調  |                                                                          | 1799年   | 约瑟夫·冯·布劳恩男爵夫人      |
| 第10號 | Op. 14 No. 2 | G大調  |                                                                          | 1799年   | 约瑟夫·冯·布劳恩男爵夫人      |
| 第11號 | Op. 22       | B♭大調 |                                                                          | 1800年   | 约翰·格奥尔格·冯·布朗伯爵     |
| 第12號 | Op. 26       | A♭大調 | 《葬禮進行曲》（Marche funebré）                                         | 1801年   | 卡尔·冯·利赫诺夫斯基亲王      |
| 第13號 | Op. 27 No. 1 | E♭大調 | 《幻想風奏鳴曲》（Sonata quasi una fantasia）                            | 1801年   | 约瑟芬公主                    |
| 第14號 | Op. 27 No. 2 | C♯小調 | 《幻想風奏鳴曲》（Sonata quasi una fantasia） 俗稱《月光》（Mondschein） | 1801年   | 朱列塔·圭恰迪伯爵夫人         |
| 第15號 | Op. 28       | D大調  | 《田園》（Pastoral）                                                     | 1801年   | 約瑟·范·索南費爾斯伯爵        |
| 第16號 | Op. 31 No. 1 | G大調  |                                                                          | 1802年   |                               |
| 第17號 | Op. 31 No. 2 | D小調  | 《暴風雨》（Der Sturm）                                                  | 1802年   |                               |
| 第18號 | Op. 31 No. 3 | E♭大調 | 《狩獵》（The Hunt）                                                     | 1802年   |                               |
| 第19號 | Op. 49 No. 1 | G小調  |                                                                          |          |                               |
| 第20號 | Op. 49 No. 2 | G大調  |                                                                          |          |                               |
| 第21號 | Op. 53       | C大調  | 《華德斯坦》（Waldstein）、《黎明》                                      | 1803年   | 費迪南德·華爾斯坦伯爵         |
| 第22號 | Op. 54       | F大調  |                                                                          | 1804年   |                               |
| 第23號 | Op. 57       | F小調  | 《熱情》（Appassionata）                                                 | 1805年   | 弗朗茨·冯·布伦斯威克伯爵      |
| 第24號 | Op. 78       | F♯大調 | 《給泰瑞絲》（A Thérèse）                                                | 1809年   | 泰麗莎·布倫斯維克             |
| 第25號 | Op. 79       | G大調  | 《杜鹃》（Cuckoo）、《小奏鸣曲》（Sonatina）                             | 1809年   |                               |
| 第26號 | Op. 81a      | E♭大調 | 《告別》（Les adieux）                                                   | 1810年   | 鲁道夫大公                    |
| 第27號 | Op. 90       | E小調  |                                                                          | 1814年   | 莫里茨·冯·利赫诺夫斯基王子    |
| 第28號 | Op. 101      | A大調  |                                                                          | 1816年   | 多萝蒂亚·冯·艾特曼夫人        |
| 第29號 | Op. 106      | B♭大調 | 《槌子鍵琴》（Hammerklavier）                                            | 1818年   | 鲁道夫大公                    |
| 第30號 | Op. 109      | E大調  |                                                                          | 1820年   | 密斯米蘭·布倫塔諾             |
| 第31號 | Op. 110      | A♭大調 |                                                                          | 1821年   |                               |
| 第32號 | Op. 111      | C小調  |                                                                          | 1822年   | 鲁道夫大公                    |

注：
1. 第9號鋼琴奏鳴曲另經貝多芬改寫為F大調弦樂四重奏（作品號H 34，1801年）。
2. 第21號鋼琴奏鳴曲的慢板樂章有另一個版本，後來獨立為編號WoO 57的「行板」單樂章作品。
3. 第29號鋼琴奏鳴曲有管弦樂配器版本，由费利克斯·魏因加特纳改寫。

## 簡說

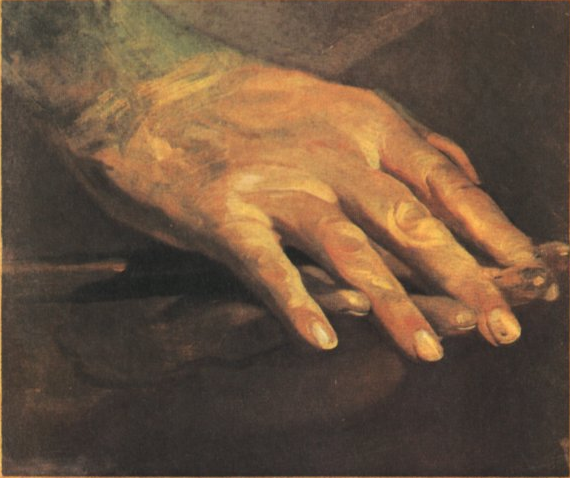
《贝多芬的手》，1827年3月28日，贝多芬逝世后两天，由画家J.单豪瑟（Danhauser）所绘之油画。画中可见贝多芬手握十字架

贝多芬的32首钢琴奏鸣曲印证着贝多芬自身的发展历程，它们体现了他一生所经历的漫长的音乐和精神之旅，也是钢琴作为一种独奏乐器拥有日趋增强的力量的佐证。他一方面遵循奏鸣曲的基本结构，另一方面将这种体裁扩展到近交响曲的规模和内涵。他32首奏鸣曲中的早期作品，以作品2的F小調第1號奏鳴曲為例，已经带有贝多芬中期的创作特征：抒情、流畅而又自然，充满浪漫主义的色彩。它们已开始显露出贝多芬自己的独创性，而且非常受欢迎。其實《悲怆》也是如此，安东·鲁宾斯坦评论：
在快板中没有一个音符是海顿、莫札特式的。它充满了激情和戏剧性，有着一张愁眉不展的贝多芬面容。柔板按当时的时代精神写成，但它毕竟还是少了一点柔媚。第三乐章颇具戏剧性的小步舞曲带来的又是新的风味。第四乐章也是一样。贝多芬写于18世纪末的几首奏鸣曲，就其精神而言，完全是19世纪的作品。
与后来的《热情》和《月光》不同，《悲怆》的命名是贝多芬自己起的，並被认为是表现了贝多芬面临耳疾的痛苦，以及准备承受命运所带来的煎熬。与一般的奏鸣曲不同，《悲怆》先是以一段庄严、缓慢的序奏段開始，而後才进入快板。相較於第一樂章的決絕，第二乐章則是徐缓且甘美的。從以上特點來看，《悲怆》兀然有别于前創作時間相当的第7、9、10和11号:180。
作品26被一些理論家视作贝多芬钢琴奏鸣曲「中期」的开始，其四乐章的编排并不寻常。第一乐章的变奏曲颇有冥想气息，然后是快板、葬礼进行曲，最后以回旋曲结束了整部作品。接下来则是作品27的两部奏鸣曲，其中第二就是《月光》。根据车尔尼的回忆，1802年贝多芬曾对好友克鲁普赫尔兹说：“我对自己过去的作品不满意，从现在起我想开始新的旅程。”作品31的奏鸣曲則标志着“新旅程”的开始。而且贝多芬也拒绝继续写作品22那样的作品，认为那只适合于大革命时代。1803年贝多芬的朋友塞巴斯蒂安·埃拉尔从巴黎送来一台大钢琴。贝多芬用它来演奏了《华伦斯坦奏鸣曲》，几乎用上了所有琴键。这是贝多芬创作旺期的作品，作品显得辉煌大气，和随后的《热情》、《告别》等奏鸣曲一样富于表情，第二乐章的回旋曲有着灿烂的效果，却需要演奏者有着高度的演奏技巧。第23号奏鸣曲是出版商因为此作充满激情，前后两个乐章有着雷霆万钧的“热情”而命名的:188。
《告别》奏鸣曲是贝多芬用音乐描述当1809年法军进入维也纳时，鲁道夫大公出逃事件的。三个乐章分别名为“告别”、“睽离”和“再见”，分别述说着大公的离去，两人分隔两地和大公再次回到维也纳。恰巧这首奏鸣曲的标题一语双关，它是贝多芬《告别》中期进入晚期奏鸣曲创作的标志:190。《槌琴》奏鳴曲让现代钢琴表现出自己已经具备在表现力上超过拨弦键琴和击弦键琴的可能。它是贝多芬浪漫主义创作风格达到顶峰之作。贝多芬也意识到这部作品独特创新的特点。虽然这首作品在情绪和曲式上让人怀疑它是否应被归入晚期奏鸣曲，但毋庸置疑的是，它是贝多芬度过创作衰竭期，整体作品渡入晚期的标志。从作品101起的后期五首奏鸣曲通常被归纳在一起，此时激情已过，取而代之的是深沉的思考。其特点是自由、即兴式的形式，心理哲理方面的思考占据了作品的主要篇幅，注重复调和对位，这些特性预示着浪漫主义的兴起。还有，贝多芬重新发展了赋格技巧，将一个主题反复加以利用，这种技巧也可见于其晚期弦乐四重奏中。真正的晚期奏鸣曲是其最末三部，技巧上炉火纯青与感情上的出于宁静，超脱的灵秀之气让这三首作品显得深邃难懂。其最后一部第32号，有认为是贝多芬艺术最最高深的一部。作品也是献给鲁道夫大公的，两个乐章。第二乐章极为朴素而且如歌似的慢板，有着一步步净化升华之感，情绪平静但内涵又极具深度:192。
另外，贝多芬的編號为WoO 47、WoO 50和WoO 51的三部钢琴独奏作品也被冠名为钢琴奏鸣曲，但传统上与32首钢琴奏鸣曲分开。編號WoO 47由三首奏鸣曲组成，每首都由“快慢快”的三乐章组成，创作于1782-1783年，出版于1783年（当时贝多芬13岁）。献给科隆选帝侯马克西米利安·腓特烈，因此被称作“选帝侯奏鸣曲”（Kurfürstensonaten）。在题献序文上贝多芬写出了自己的创作动机：缪斯不管他当时是何等年幼，“坚持”要他写下自己的乐思。其中第二号F小调情感激烈，可隐约窥见日后贝多芬小调作品，如“悲怆”和“月光”的表现手法。編號WoO 50和WoO 51则是18世纪九〇年代的作品，都只有两个乐章（WoO 51的第二乐章不完整）。

### 分期觀點
- 早期奏鳴曲（1801年之前）：第1號至第15號奏鳴曲
- 中期奏鳴曲（1802–14年）：第16號至第27號奏鳴曲
- 晚期奏鳴曲（1816–22年）：第28號至第32號奏鳴曲，被認為是歷來鋼琴文獻中最難以表現的作品之一。

不過，以上对32首钢琴奏鸣曲的分期並非绝对的界线。按照丹尼斯·馬修斯所著的《贝多芬钢琴奏鸣曲》一书，它们被分为四期：早期的作品以作品22为止，概括了1800年之前的作品，中期自作品26到作品57。然后是作品78、79和81组成的插曲。之后是包括作品90的六首奏鸣曲。

## 商業錄音
据估计，有超过60种贝多芬钢琴奏鸣曲全集录音的唱片问世。
阿圖爾·施納貝爾的錄音是史上第一套貝多芬鋼琴奏鳴曲全集（His Master's Voice，錄製於1932–35年間）。其他錄製了全本奏鳴曲的一線鋼琴家還包括：克劳迪奥·阿劳（两次）、弗拉基米尔·阿什肯纳齐、威廉·巴克豪斯（两次）、丹尼尔·巴伦博伊姆（四次）、尚·艾弗藍·巴佛傑、羅納德·布勞提岡（古鋼琴版本）、阿尔弗雷德·布伦德尔（三次：Vox，1970–77年，Philips，以及1992–96年Philips）、保罗·巴杜拉-斯科达、鲁道夫·布赫宾德、弗里德里希·古爾達、简诺·扬多、威廉·肯普夫（兩次：1951-56年的單聲道版，以及1964-65年的立體聲版，DG）、史蒂芬·寇瓦謝維契、伊戈爾·列維特、保羅·路易斯、路易斯·洛提、加里克·奧爾森、白建宇、毛利齊奧·波里尼、希夫·安德拉斯等人。另外，所羅門和埃米尔·吉列尔斯的錄製計畫則不幸沒有完成。
另外，格连·古尔德、弗拉基米爾·霍羅威茨、斯维亚托斯拉夫·里赫特、鲁道夫·塞尔金則有部份的錄音。

## 軼事
- 彪罗是歷史上首位現場演奏所有貝多芬奏鳴曲的鋼琴家[11]。阿圖爾·施納貝爾的演出則全憑記憶，背譜演奏。
- 丹尼尔·巴伦博伊姆曾多次在全球各地演出全本的貝多芬鋼琴奏鳴曲，足跡遍佈於他的故鄉布宜諾斯艾利斯，以及特拉维夫、維也納、柏林、巴黎、布拉格、紐約等主要城市。

## 外部連結
- 希夫·安德拉斯在威格莫爾廳（Wigmore Hall）的讲座音樂會 （页面存档备份，存于）